# إكسيل شولتس
إكسيل شولتس (بالألمانية: Axel Schulz) مواليد 9 نوفمبر 1968 في براندنبورغ، ألمانيا الشرقية، هو ملاكم ألماني يصنف ضمن فئة الوزن الثقيل.

## إحصائيات
خاض خلال مسيرته 33 نزالا، فاز في 26 وتعادل في 1 وخسر في 5. فاز بالضربة القاضية في 11 نزالا.

## وصلات خارجية
- إكسيل شولتس على موقع IMDb (الإنجليزية)
- إكسيل شولتس على موقع ألو سيني (الفرنسية)
- إكسيل شولتس على موقع ديسكوغز (الإنجليزية)
- إكسيل شولتس على موقع قاعدة بيانات الفيلم (الإنجليزية)
- إكسيل شولتس على موقع كينوبويسك (الروسية)
- إكسيل شولتس على موقع بوكس ريك (الإنجليزية) (registration required)

- الموقع الرسمي